# Anosognòsia
L'anosognòsia (del grec: a, prefix privatiu + nosos, malaltia + gnosis, coneixement: "desconeixement de la malaltia") és la situació patològica referida als pacients amb problemes neurològics (cognitius) que no tenen percepció dels seus dèficits funcionals neurològics.

## Descripció
L'anosognòsia consisteix en una negació de la pròpia patologia neurològica. El pacient no admet que realment li passa alguna cosa, sent la causa d'aquest dèficit un dany orgànic que està impedint-li aquesta percepció.
És necessari per tant distingir la anosognòsia de la negació psicològica, en la qual el pacient realment sap que alguna cosa li ocorre però no està disposat a admetre-ho, degut a les repercussions emocionals que implica.

## Patologies en les quals apareix
La anosognòsia pot donar-se en diferents patologies neurològiques, dificultant en general el procés rehabilitador. Algunes de les patologies a les quals apareix són:
- Malaltia d'Alzheimer i altres trastorns neurodegeneratius.
- Deterioració de les funcions executives per un dany en el lòbul frontal.
- Alguns trastorns de la memòria com el Síndrome de Korsakoff.
- Ceguesa cortical.
- Afàsia de Wernicke.